# Давід Фернандес Борбалан
Давід Фернандес Борбалан (ісп. David Fernández Borbalán, нар. 30 травня 1973, Альмерія, Іспанія) — іспанський футбольний арбітр. Арбітр ФІФА з 2010 року.

## Кар'єра
Він дебютував у Прімері Іспанії 12 вересня 2004 в матчі Леванте — Расінг 3-1. 
У 2011 відсудив другий матч Суперкубку Іспанії між «Барселоною» та мадридським «Реалом» 3:2.
25 травня 2012 судив фінальний матч Кубка Іспанії між «Барселоною» та «Атлетік» (Більбао) 3:0 (виніс у матчі чотири попередження по два кожному клубу).
Борбалан відсудив також Суперкубок Іспанії з футболу - 2013 між «Барселоною» та «Атлетіко» (Мадрид) 0:0, Суперкубок Іспанії з футболу - 2014 між «Атлетіко» (Мадрид) та мадридським «Реалом» 1:0.
Міжнародні матчі судить з 2010 року.

## Матчі національних збірних
| Дата            | Збірні                            | Рахунок | Турнір               | ЖК | YK · YK · RK | RK |
| --------------- | --------------------------------- | ------- | -------------------- | -- | ------------ | -- |
| 18 січня 2010   | Південна Корея – Фінляндія        | 2 – 0   | Товариський матч     | 0  | 0            | 0  |
| 29 березня 2011 | Словаччина – Данія                | 1 – 2   | Товариський матч     | 0  | 0            | 0  |
| 3 червня 2011   | Білорусь – Франція                | 1 – 1   | Кваліфікація ЧЄ 2012 | 4  | 0            | 0  |
| 11 жовтня 2011  | Литва – Чехія                     | 1 – 4   | Кваліфікація ЧЄ 2012 | 3  | 0            | 1  |
| 12 жовтня 2012  | Швейцарія – Норвегія              | 1 – 1   | Кваліфікація ЧС 2014 | 6  | 0            | 0  |
| 7 червня 2013   | Хорватія – Шотландія              | 0 – 1   | Кваліфікація ЧС 2014 | 4  | 0            | 0  |
| 10 вересня 2013 | Словаччина – Боснія і Герцеговина | 1 – 2   | Кваліфікація ЧС 2014 | 5  | 0            | 0  |
| 13 травня 2014  | Німеччина – Польща                | 0 – 0   | Товариський матч     | 0  | 0            | 0  |
| 11 жовтня 2014  | Фінляндія – Греція                | 1 – 1   | Кваліфікація ЧЄ 2016 | 6  | 0            | 0  |
| 29 березня 2015 | Албанія – Вірменія                | 2 – 1   | Кваліфікація ЧЄ 2016 | 6  | 1            | 0  |
| 11 жовтня 2015  | Сербія – Португалія               | 1 – 2   | Кваліфікація ЧЄ 2016 | 6  | 1            | 0  |
| 6 жовтня 2016   | Косово – Хорватія                 | 0 – 6   | Кваліфікація ЧС 2018 | 1  | 0            | 0  |
| 11 червня 2017  | Ірландія – Австрія                | 1 – 1   | Кваліфікація ЧС 2018 | 2  | 0            | 0  |